# Yunzi

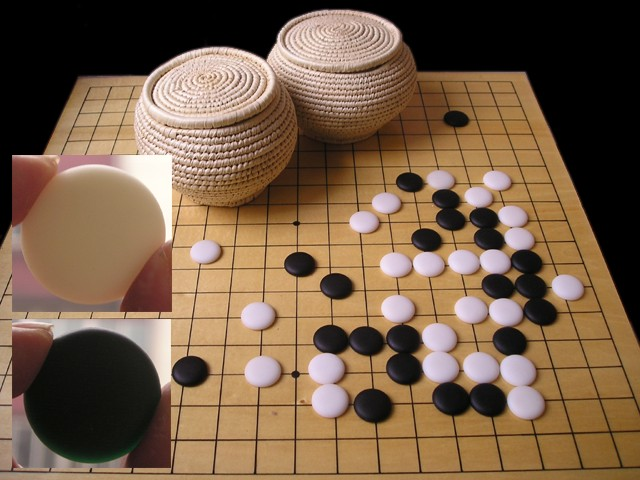
Yunzi

Yunzi (Chino tradicional: 雲子; Chino simplificado: 云子; Pinyin: Yúnzǐ) se refiere a piezas de Go (Weiqi) manufacturadas en la provincia china de Yunnan. En varios momentos de la historia también han sido llamadas yunbian (云扁) y yunyaozi (云窑子). Aunque técnicamente Yunzi se refiere sólo a piedras sinterizadas hechas del material "yunzi" (la composición exacta es secreta), el término también puede a veces referirse a piedras con forma convexa (un lado plano) de cualquier material. Por ejemplo, las piedras de jade estilo yunzi, solían ser ofrecidas como regalo al emperador reinante y su corte en la antigua China.

## Apariencia
Las piedras de Yunzi son hechas delicadamente con un brillo verde pero no son frágiles ni resbaladizas. Las piedras negras y blancas, tienen cada una cualidades individuales únicas. Las piedras blancas de estilo antiguo son opacas con un toque de amarillo o verde, mientras que las nuevas se hacen de color blanco puro. Las negras son oscuras, y cuando son sujetatas al trasluz, se aprecia un matiz verde translúcido.

## Historia

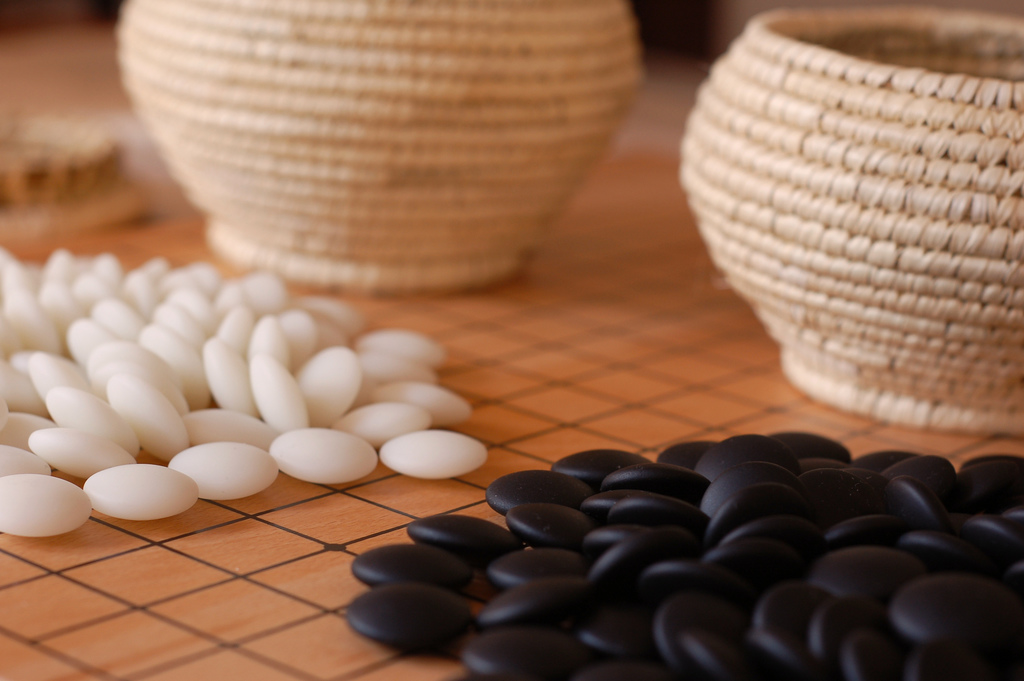
Piedras biconvexas en cestos de paja

La producción de yunzi comenzó en la Dinastía Tang y llegó a su cumbre en las dinastías Ming y Qing; la historia totalmente verificable del yunzi se remonta al menos quinientos años.
Entre el yunzi, el más famoso era el yongzi (永子), manufacturado por Yongchang Fu (永昌府, hoy día la ciudad de Baoshan) durante la dinastía Ming. La leyenda cuenta que tras un incendio en el tesoro imperial, uno de los vigilantes, que era de Yongchang Fu, descubrió que el jade y las perlas fundidas tenían un lustre especial. Cuando volvió a su ciudad natal, puso de moda el yunzi superando al ágata y ámbar que hacían a Yongchang Fu famosa. Esas piedras de yunzi llegaron a ser apreciadas por los entendidos y fueron ofrecidas al Emperador.
El yunzi aparece también frecuentemente en la Literatura de China como sujeto de una serie de versos escritos a lo largo de los años, siendo mencionado en trabajos como Ming Yi Tong Zhi (Estudio Geográfico Integral de la Dinastía Ming) y Viajes de Xu Xiake, ambos apoyando el yongzi.
Hoy en día, en Baoshan hay aún gente que tiene antigüedades de la dinastía Ming; entre ellas queda uno y medio sets de yongzi original.
El yunzi también ha sido regalado a dignatarios internacionales incluyendo a la
Reina Isabel II.
El arte tradicional de hacer yunzi fue perdido durante los primeros años del siglo XX, debido a una guerra en la región. En 1964, el general Chen Yi examinó la situación del yunzi mientras inspeccionaba Yunnan. Zhou Enlai también indagó en la posible reproducción del yunzi. La comisión de deportes de Yunnan, investigó los procesos de fabricación de yunzi y redescubrió el arte.
En 1974, la empresa estatal Yunnan Weiqi Factory empezó a fabricar piedras de yunzi.
 Son usadas en torneos profesionales de Go en China y otros lugares. De acuerdo a la ley china, las piedras de yunzi sólo pueden ser producidas por la empresa estatal. La compañía crea el yunzi en una vieja fábrica que fue usada por los Tigres Voladores Americanos como barracones durante la II Guerra Mundial. La receta se cree que incluye principalmente piedras de los terrenos de las montañas de Yunnan y Ágata.

## Cuidado del yunzi
Como otros tipos de piedras, el yunzi debe ser lavado y secado suavemente con jabón suave para quitar el polvo del proceso de fabricación/empaquetado. Adicionalmente, suelen ser engrasadas con un aceite ligero para máquinas, como aceite mineral; los aceites vegetales como el aceite de oliva o colza no deben ser nunca usados para este propósito, puesto que se volverán rancios. Como las de cristal, las piedras de yunzi son muy duraderas pero uno debe tener cuidado de no dejar caer ni golpear piedras en metal u otras superficies duras para evitar que se astillen.